# 오일 풀링
오일 풀링(Oil pulling)은 구강 세정제와 유사하게 식용유를 입 주위에 일정 시간 동안 휘저은 다음 뱉어내는 대체 의료 행위이다. 이는 아유르베다 의학에서 유래되었다.
오일 풀링 전문가들은 오일 풀링이 구강 및 전신 건강을 개선할 수 있다고 주장한다. 발기인들은 독소를 제거함으로써 효과가 있다고 주장하지만 이를 뒷받침할 믿을 만한 증거는 없다.
전에 이효리가 방송에 나와 6개월째 하고있는데 효과가 좋다고 알려지면서 사람들이 많이 따라하게 되었다.

## 역사
오일 풀링은 전통 아유르베다 의학에서 유래되었으며, 의사들은 코코넛기름 대신 해바라기씨유, 올리브유 또는 기타 허브 오일을 사용할 수 있다.

## 비판
오일 풀링에 대한 수준 높은 연구도 없고, 오일 풀링이 어떻게 작동하는지 설명하는 가능한 메커니즘에 대한 이해도 없으며, 오일 풀링이 어떤 이점을 제공한다는 증거도 없다. 미국 치과 협회(American Dental Association)는 오일 풀링이 구강 위생이나 전반적인 건강에 도움이 된다는 것을 뒷받침하는 믿을 만한 과학적 연구가 없다는 데 동의한다.
캐나다 치과 협회(Canadian Dental Association)는 2014년에 오일 풀링 관행을 평가하면서 "우리는 오일 풀링이 아무런 해를 끼치지 않을 것이라고 생각하지만, 그것에 특별한 이점이 있다고 확신하지 않는다."라고 말했다.

## 같이 보기
- 전통의학